# Niete
Niete è un centro abitato del Camerun, situato nella Regione del Sud.